# Elisenda Paluzie
 Elisenda Paluzie Hernández (Barcelona, 13 de octubre de 1969) es una economista y profesora española. Del 24 de marzo de 2018 al 21 de mayo de 2022 fue presidenta de la Asamblea Nacional Catalana, organización independentista catalana. Catedrática de Economía en la Universidad de Barcelona desde 2020, ha sido directora del Centro de Análisis Económico y de las Políticas Sociales (CAEPS) de la UB, integrado en el Instituto de Investigación BEAT (Barcelona Economic Analysis Team).

## Biografía

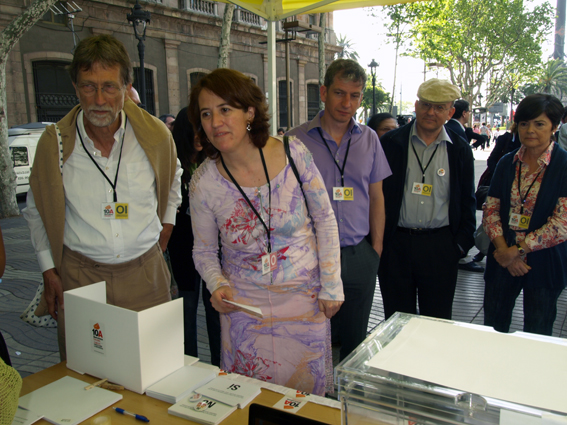
Elisenda Paluzie en el año 2011

Elisenda Paluzie, hija de Lluís Paluzie Mir, pertenece a una familia de intelectuales catalanes. Licenciada en Economía por la Universidad de Barcelona (1992), es máster en Economía Internacional y Desarrollo Económico por la Universidad Yale (1996) y doctora en Economía por la Universidad de Barcelona (1999). Obtuvo una beca predoctoral de La Caixa para formarse en la London School of Economics (1997-1998) y disfrutó de becas para estancias posdoctorales en la London School of Economics (2000-2001) y el CERAS, École nationale des ponts et chaussées, París (2002-2003). En octubre de 2014 publicó el libro Podemos! Las claves de la viabilidad económica de la Cataluña independiente, editado por Rosa de los Vientos. La obra fue premiada con el XIV Premio Cataluña de Economía, concedido por la Sociedad Catalana de Economía, filial del Instituto de Estudios Catalanes, en noviembre de 2015.
En febrero de 2009 fue elegida decana de la Facultad de Economía y Empresa de la Universidad de Barcelona, cargo que ostentó hasta abril de 2017.

## Trayectoria política
Durante su etapa estudiantil, fue secretaria de finanzas de la Federació Nacional d'Estudiants de Catalunya (1989-1994). Impulsora de la plataforma independentista Sobirania i Progrés desde 2006, militó posteriormente en Esquerra Republicana de Catalunya (2008-2012), donde impulsó la corriente crítica de opinión Izquierda Independentista. El 24 de marzo de 2018 fue elegida presidenta de la Asamblea Nacional Catalana.
El 20 de junio de 2020 fue reelegida como presidenta de la ANC con el 85% de los votos. Obtuvo 6.078 votos de los socios y su lista se hizo con 63 de los 77 puestos del secretariado nacional. Su contrincante, Montserrat Soler, obtuvo el 13,5% de los votos y 10 puestos en la dirección. Votó en blanco el 1,4 % de los socios. La candidatura de Soler llevaba el aval del presidente de la Cámara de Comercio de Barcelona, Joan Canadell.